# Vestre Memurubræen
61°32′N 08°28′Ø / 61.533°N 8.467°Ø
Vestre Memurubreen er en gletsjer beliggende i Jotunheimen i Lom Kommune, i Innlandet fylke i Norge. Hellstugubræen er en nordlig udløber af samme isbræ. Bræen ligger øst for Hellstugutindene og syd for Vestre Memurutinden.